# Видение Варуха
«Видение Варуха»  — произведение славянской апокрифической литературы, в которой богомилы объясняют происхождение винного питья.
Сказание это было распространено и в России. По этой легенде, когда Бог создал рай, то Сатанаил посадил там виноградную лозу. От неё-то вкусил Адам и вместе с нею подвергся осуждению. Во время потопа её вынесло водой и она, с благословения Господня, посажена была Ноем. Таким образом, осуждение с неё было снято, но «аще кто пиёт без меры от него, впадёт во многый грех». Этот апокриф примыкает к апокрифам о Крестном древе: дерево, посаженное Сатанаилом, разрослось на три части: Господню, Адамову и Евину; первая осталась в раю, вторая пала в реку Тигр, третью вынесли из рая воды Потопа, как виноградную лозу Сатанаила. А. Н. Веселовский высказывает поэтому мысль: «Виноградная лоза — не есть ли это часть Евы, прельщённой запретным плодом», так как богомилы верили, что жена и вино от диавола.